# Szynszyloszczur
Szynszyloszczur (Abrocoma) – rodzaj ssaków z rodziny szynszyloszczurowatych (Abrocomidae).

## Rozmieszczenie geograficzne
Rodzaj obejmuje gatunki występujące w Ameryce Południowej (Peru, Boliwia, Chile i Argentyna).

## Morfologia
Długość ciała (bez ogona) 157–233 mm, długość ogona 50–178 mm, długość tylnej stopy 23–40 mm, długość ucha 22–35 mm; masa ciała 90–307 g.

## Systematyka
Rodzaj zdefiniował w 1837 roku angielski przyrodnik George Robert Waterhouse w  artykule zatytułowanym Cechy dwóch nowych rodzajów gryzoni (Reithrodon i Abrocoma) z kolekcji pana Darwina, opublikowanym w czasopiśmie „Proceedings of the Zoological Society of London”. Waterhouse wymienił dwa gatunki – Abrocoma Bennettii Waterhouse, 1837 i Abrocoma Cuvieri Waterhouse, 1837 (= Abrocoma bennettii Waterhouse, 1837) – z których gatunkiem typowym jest (późniejsze oznaczenie) Abrocoma Bennettii Waterhouse, 1837 (szynszyloszczur stokowy).

### Etymologia
Abrocoma (Habrocoma): gr. ἁβρος habros ‘miękki, delikatny’; κομη komē ‘włosy’.

### Podział systematyczny
Do rodzaju należą następujące gatunki:
| Grafika | Gatunek              | Autor i rok opisu         | Nazwa zwyczajowa           | Podgatunki         | Rozmieszczenie geograficzne | Podstawowe wymiary                                | Status IUCN |
| ------- | -------------------- | ------------------------- | -------------------------- | ------------------ | --- | ------------------------------------------------- | ----------- |
|         | Abrocoma boliviensis | Glanz & S. Anderson, 1990 | szynszyloszczur boliwijski | gatunek monotypowy | endemit Boliwii: Comarapa (Santa Cruz; zakres wysokości: 1815–2500 m n.p.m. | DC: 17–18 cm DO: 13,2–15 cm MC: brak danych       | CR          |
|         | Abrocoma bennettii   | G.R. Waterhouse, 1837     | szynszyloszczur stokowy    | 2 podgatunki       | endemit Chile: Antofagasta na południe do O’Higgins; zakres wysokości: 0–2000 m n.p.m. | DC: 17–23 cm DO: 13–18 cm MC: 150–307 g           | LC          |
|         | Abrocoma cinerea     | O. Thomas, 1919           | szynszyloszczur szary      | gatunek monotypowy | Peru (na południe od Arequipa), południowo-zachodnia Boliwia, północno-zachodnia Argentyna (na południe do La Rioja) i Chile (na południe do Antofagasta); zakres wysokości: 3700–5000 m n.p.m. | DC: 15,7–19,6 cm DO: 5–11,7 cm MC: 90–105 g       | LC          |
|         | Abrocoma budini      | O. Thomas, 1920           | szynszyloszczur samotny    | gatunek monotypowy | endemit Argentyny: na południe do końca Sierra de Ambato (Catamarca); zakres wysokości: około 3000 m n.p.m.                                                                                     | DC: 19,7–20 cm DO: 13–14,4 cm MC: brak danych     | DD          |
|         | Abrocoma shistacea   | O. Thomas, 1921           | szynszyloszczur łupkowaty  | gatunek monotypowy | endemit Argentyny: Sierra del Tontal (San Juan) i Sierra de Uspallata (Mendoza); zakres wysokości: 1880–2885 m n.p.m.                                                                           | DC: 16–19,6 cm DO: 9,6–16,4 cm MC: 141–180 g      | LC          |
|         | Abrocoma vaccarum    | O. Thomas, 1921           | szynszyloszczur tajemniczy | gatunek monotypowy | endemit Argentyny: znany z Puenta de Vacas (Mendoza); zakres wysokości: około 3000 m n.p.m. | DC: 16,5–19,1 cm DO: około 9,4 cm MC: brak danych | DD          |

Kategorie IUCN:  LC  – gatunek najmniejszej troski,  CR  – gatunek krytycznie zagrożony,  DD  – gatunki o nieokreślonym stopniu zagrożenia.
Do rodzaju Abrocoma był jeszcze zaliczany jeszcze jeden gatunek określany jako Abrocoma oblativa, ale wraz z odkryciami Emmons w 1999 nowego gatunku Cuscomys ashaninka (obecnie oznaczany jako kuskoszczur szary), został wraz z nim wydzielony do nowego rodzaju – kuskoszczur (Cuscomys) i określony jako kuskoszczur inkaski (Cuscomys oblativa).